# توماس وينغ
توماس وينغ (بالإنجليزية: Thomas Wing)‏ هو عالم رسم الخرائط نيوزيلندي، ولد في 1810، وتوفي في 1888.